# Keon Ellis
Keon Tyrese Ellis (Eustis, Florida; 8 de enero de 2000) es un jugador de baloncesto estadounidense que pertenece a la plantilla de los Sacramento Kings de la NBA. Con 1,93 metros de estatura, juega en la posición de escolta.

## Trayectoria deportiva

### Universidad
Jugó dos años en el pequeño junior college de Florida SouthWestern, en donde promedió 13,1 puntos, 3,7 rebotes, 2,2 asistencias y 1,8 robos de balón por partido. En su segunda temporada fue elegido jugador del año de su conferencia, e incluido en el primer quinteto All-American de la NJCAA.
Para su temporada júnior fue transferido a los Crimson Tide de la Universidad de Alabama, de la División I de la NCAA, donde jugó dos temporadas más, en las que promedió 8,8 puntos, 5,1 rebotes, 1,4 asistencias y 1,5 robos de balón por partido, siendo incluido en su última temporada en el mejor quinteto defensivo de la Southeastern Conference.

#### Estadísticas
NJCAA
| Año     | Equipo               | PJ | PT | MPP  | %TC  | %3P  | %TL  | RPP | APP | ROB | TPP | PPP  |
| ------- | -------------------- | -- | -- | ---- | ---- | ---- | ---- | --- | --- | --- | --- | ---- |
| 2018–19 | Florida SouthWestern | 33 | 6  | 18.3 | .442 | .291 | .767 | 3.0 | 2.2 | 1.5 | .6  | 8.3  |
| 2019–20 | Florida SouthWestern | 31 | 26 | 27.6 | .536 | .401 | .807 | 4.3 | 2.2 | 2.1 | 1.2 | 18.1 |
| Total   | Total                | 64 | 32 | 22.8 | .501 | .371 | .791 | 3.7 | 2.2 | 1.8 | .9  | 13.1 |

NCAA DI
| Año     | Equipo  | PJ | PT  | MPP  | %TC  | %3P  | %TL  | RPP | APP | ROB | TPP | PPP  |
| ------- | ------- | -- | --- | ---- | ---- | ---- | ---- | --- | --- | --- | --- | ---- |
| 2020–21 | Alabama | 32 | 7   | 17.5 | .504 | .389 | .723 | 4.0 | 1.1 | 1.1 | .4  | 5.5  |
| 2021–22 | Alabama | 33 | 33' | 30.9 | .439 | .366 | .881 | 6.1 | 1.8 | 1.9 | .6  | 12.1 |
| Total   | Total   | 65 | 40  | 24.3 | .458 | .371 | .831 | 5.1 | 1.4 | 1.5 | .5  | 8.8  |

### Profesional
Tras no ser elegido en el Draft de la NBA de 2022, firmó un contrato dual con los Sacramento Kings de la NBA y su filial en la G League, los Stockton Kings.

## Estadísticas de su carrera en la NBA

### Temporada regular
| Año     | Equipo     | PJ  | PT | MPP  | %TC  | %3P  | %TL  | RPP | APP | ROB | TPP | PPP |
| ------- | ---------- | --- | -- | ---- | ---- | ---- | ---- | --- | --- | --- | --- | --- |
| 2022-23 | Sacramento | 16  | 0  | 4.4  | .438 | .500 | .571 | .5  | .4  | .3  | .1  | 1.5 |
| 2023-24 | Sacramento | 57  | 21 | 17.2 | .461 | .417 | .743 | 2.2 | 1.5 | .9  | .5  | 5.4 |
| 2024-25 | Sacramento | 80  | 28 | 24.4 | .489 | .433 | .849 | 2.7 | 1.5 | 1.5 | .8  | 8.3 |
| Total   | Total      | 153 | 49 | 19.6 | .479 | .429 | .805 | 2.2 | 1.4 | 1.2 | .6  | 6.5 |